# Darna (película de 1951)
Darna es la primera película que presenta al personaje cómico filipino Darna. La película fue estrenada el 31 de mayo de 1951 por Royal Films. Fue dirigida por Fernando Poe Sr. y escrito por Mars Ravelo, el creador de Darna.

## Elenco
- Rosa del Rosario[2] como Darna
- Mila Nimfa[3] como Narda
- Cristina Aragon[4] como Valentina
- Manuel Ubaldo[5] como Ding
- Elena Mayo
- Ben Perez
- Leonora Ruiz